# Palmeira dos Índios
Palmeira dos Índios este un oraș în statul Alagoas (AL) din Brazilia.